# Siège de Laghouat
Le général Pelissier entraîne les zouaves à l'assaut
Conquête de l'Algérie par la France
Le siège de Laghouat en 1852 est un épisode de la colonisation française de l'Algérie (1830-1871).

## Contexte
Fin 1852, Laghouat, oasis à la localisation stratégique qui est un accès au Sud algérien, devient « un foyer d’agitation ». Un ancien allié de la France, Mohammed ben Abdallah, lance une révolte armée qui connaît un certain écho. Trois colonnes, dirigées par les généraux Aimable Pélissier, Joseph Vantini et Henri Pierre Bouscaren, interviennent à Laghouat pour juguler la révolte.

## Le siège
Le général Aimable Pélissier, commandant une armée de 6 000 hommes, assiège la ville de Laghouat le 21 novembre 1852. L'assaut décisif de la ville a lieu le 4 décembre où la ville est prise par les Français. Le traitement brutal des habitants de la ville fait partie de la tactique de la terre brûlée menée par l'armée française.
L'assaut de Laghouat, auquel participent zouaves, chasseurs d'Afrique, tirailleurs algériens et spahis, se transforme rapidement en plusieurs jours de massacres pour punir la population insurgée. La bataille fait également plusieurs morts du côté français dont le général Bouscaren, ce qui augmente la ferveur des soldats français de vouloir se venger de la population pour en donner l'exemple aux autres villes du sud de l'Algérie. Environ les deux tiers (2 300 à 3 000 sur un total de 4 500 habitants restant dans la ville assiégée), y compris des femmes et des enfants, sont massacrés. 
Le général Pélissier relate ainsi les événements au gouverneur général de l'Algérie, le maréchal Randon : « Les trois bataillons de zouaves descendaient comme un fleuve de la position dominante qu'occupaient les tours, et, électrisés par leurs braves commandants, se dirigeaient vers la maison de Ben-Salem, espèce de citadelle qui domine la ville : le lieutenant-colonel Deligny en fit enfoncer la porte, et bientôt l'aigle du 2e zouave et mon guidon de commandement flottaient sur le minaret de cette maison, où le chaouch Ahmoud-ben-Abdallah entra le premier ; à partir de ce moment, Laghouat était à moi. ». Selon Mostéfa Khiati. médecin-chercheur, des « projectiles chargés de chlore » ont été utilisés lors de la prise de Laghouat.
Le massacre laisse un profond traumatisme chez la population de Laghouat qui persiste jusqu'aujourd'hui. L'année de la Khalya (qui signifie « vide » en arabe) est la dénomination commune chez les habitants de Laghouat de cette année, où la ville fut vidée de la majorité de ses habitants. Elle est également connue comme l'année des sacs de jute, par allusion au fait que les hommes et les garçons survivants capturés, toujours en vie, furent mis dans les sacs de jute et jetés dans des tranchées creusées. De nombreux rapports sur la bataille sont rédigés par des chefs et des soldats de l'armée ainsi que par des visiteurs de la ville après le massacre, rendant compte de l'atmosphère morbide de la ville après le siège.[réf. nécessaire]
Les femmes qui survivent ont tellement peur que leurs jeunes fils soient récupérés par les forces françaises, ils emploient une ruse pour les cacher, en les habillant en filles et en leur faisant porter des boucles d'oreille. La tradition de protéger les jeunes garçons du mal avec une boucle d'oreille persiste jusqu'aujourd'hui[réf. nécessaire].
Le niveau de brutalité du massacre de Laghouat est à la fois une démonstration de force et une partie de la longue tactique de la terre brûlée menée par les trois généraux français qui prennent la ville fortifiée. Au cours de la bataille de Laghouat, plusieurs tribus et autres républiques et forteresses de la ville apportent leur aide pour tenter d'arrêter l'avancée des Français, à savoir Ghardaïa (et donc l'ensemble de la confédération mozabite), Metlili et Ouargla. Les nobles de ces dernières villes, après avoir été témoins ou après avoir entendu des atrocités commises à Laghouat, cherchent rapidement à arrêter un accord pacifique pour rendre leurs villes ou signer des traités gardant leur autonomie sous la protection de la France[réf. nécessaire].
Quelques mois après Laghouat, le 29 avril 1853, le général Randon, gouverneur français d'Algérie, signe un traité de protectorat avec les nobles des villes du M'zab, connu en France sous la dénomination « traité de protectorat du Mzab ».

## Unités ayant pris part au siège de Laghouat
Quatre colonnes participent à l'opération de Laghouat. La première commandée par Yusuf partie de Médéa, la seconde commandée par Pélissier partie de Cacherou, la troisième commandée par Pein partie de Bou Saâda et la dernière commandée par Bouscaren partie de Saïda, rassemblant les unités suivantes qui prennent part aux combats,.

### Infanterie
8 bataillons plus 2 compagnies
- un bataillon du 50e régiment d'infanterie de ligne, lieutenant-colonel Gérard
- deux bataillons du 60e régiment d'infanterie de ligne, colonel marquis de Liniers
- un bataillon du 1er régiment de zouaves, commandant Barrois
- deux bataillons du 2e régiment de zouaves, lieutenant-colonel Cler, commandants Morand et Malafosse
- le 1er bataillon d'infanterie légère d'Afrique (« zéphyrs »), commandant Liébert
- le bataillon de tirailleurs algériens d'Alger, commandant Rose
- une compagnie du bataillon de tirailleurs algériens d'Oran
- une compagnie du bataillon de tirailleurs algériens de Constantine

### Cavalerie
10 escadrons (6 escadrons de chasseurs d'Afrique et 4 escadrons de spahis algériens)
- quatre escadrons du 2e régiment de chasseurs d'Afrique, colonel Rame
- deux escadrons du 1er régiment de chasseurs d'Afrique, colonel Lichtlin
- deux escadrons du 1er régiment de spahis algériens, commandant de Francq
- deux escadrons du 2e régiment de spahis algériens, commandant de la Tour-Landon

### Autres unités
- détachements des 1er, 3e et 4e régiments d'artillerie.
- détachements du 3e du génie.

## Postérité
Un « Comité Laghouat (France) » est créé par Pierre Mansat, conseiller de Paris et adjoint PCF au maire de Paris. À l’initiative du Groupe communiste et citoyen, le conseil de Paris vote le 17 mars 2023 un vœu en faveur de la pose d’une plaque commémorative « rue de Laghouat », dans le dix-huitième arrondissement. Une tribune d’un collectif d’historiens et de militants, dont sont notamment membres Benjamin Stora et Lilian Thuram, demandant la restitution de la clé de la ville et des étendards, et la pose d’une plaque commémorative est publiée dans Le Monde.